# نیوهیلن (آلاسکا)
نیوهیلن (به انگلیسی: Newhalen) شهری در بخش لیک اند پنینسولا، آلاسکا ایالت آلاسکا است که جمعیت آن در سرشماری سال ۲۰۰۰ میلادی ۱۶۰ نفر بوده‌است.